# Волынский, Василий Семёнович
Василий Семёнович Волынский (ум. 16 сентября 1682) — воевода, наместник и дипломат, окольничий, боярин, царственной большой печати оберегатель начальник Разбойного, Челобитного и Посольского приказов во времена правления Михаила Фёдоровича, Алексея Михайловича и Фёдора Алексеевича.
Из дворянского рода Волынских. Сын Семёна Ивановича Волынского.

## Биография
В 1636—1658 годах упомянут стольником. С 1636—1658 года исполнял придворные обязанности стольника: участвовал в приёмах и отпусках иностранных послов, бывал при них приставом, рындой в белом платье, сопровождал Государей в их поездках или же оставался в Москве для бережения. В январе 1648 года на свадьбе Государя с Марией Ильиничной Милославской нёс свечу Государыни. В марте 1650 года при волнениях в Новгороде послан в Обонежскую пятину собирать дворян и детей боярских, чтобы отвести их на Валдай или в Новгород к князю Ивану Никитичу Хованскому. В мае 1651 года, будучи воеводой в Одоеве заменён старшим братом Михаилом Семёновичем. В 1652—1653 годах первый воевода в Терках. В 1657 году из стольником сразу пожалован в окольничие. В июне 1658 год участвовал в переговорах с персидским послом («был в ответе»). В этом же году, в июне месяце, представлял Государю грузинского царя Теймураза Давыдовича и обедал с ним у Государя. В июле 1658 года послан воеводою в Гродно. В ноябре 1658 года сходный воевода с князем Юрием Алексеевичем Долгоруковым, прислал как и брат его Михаил сеунщика с известием о победе и взятии в плен Гонсевского и его обоз. В августе 1659 года указано ему быть при строительстве земляного вала в Москве. В мае 1660 года при отпуске грузинского царевича Николая Давыдовича, был на его второй встрече, а его жена на второй встрече у грузинской царицы Елены Леонтьевны. В июне 1660 года послан вторым воеводою в Астрахань.
В 1661 году вызван из Астрахани, предполагалось послать Волынского в Англию с Григорием Карповичем Богдановым, но это посольство не состоялось. В июне 1662 года назначен начальником Челобитного приказа, а в ноябре приказано приказ сдать Осипу Ивановичу Сукину и ехать послом на съезд с шведскими послами. В июне 1663 году отправлен во главе русского посольства в Швецию, в должности наместника Чебоксарского. В 1663 году присутствовал в Полоняничном приказе. В феврале 1664 года вместе с боярами «был в ответе» с английским послом.

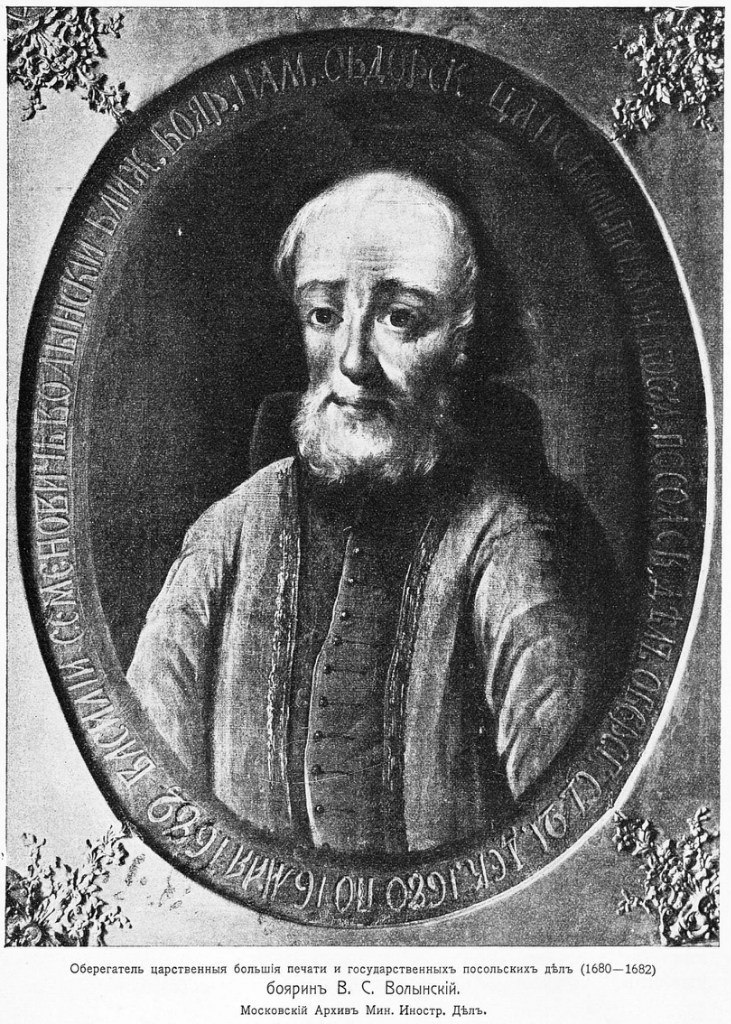
Портрет боярина Василия Семёновича Волынского, неизвестный художник XVII в., Воспр.: Три века. Россия от смуты до нашего времени. Ист. сб. [В 6-ти т.]. Т. 2 [XVII век. Вторая половина].1912.

В октябре 1666 года окольничий Василий Семёнович Волынский — полномочный посол при заключении мирного договора со Швецией, подписанного на реке Плюссе (Кардисский мирный договор). Его товарищами были думный дворянин Иван Афанасьевич Прончищев, Герасим Семенович Дохтуров и Ефим Родионович Юрьев.
В 1668—1669 годах В. С. Волынский получил в управление Разбойный приказ. В июле 1669 года дневал и ночевал при гробе царевича Симеона Алексеевича, а в январе и феврале 1670 года при гробе царевича Алексея Алексеевича. В январе 1671 года на свадьбе Государя с Натальей Кирилловной Нарышкиной дозирал по воротам Кремля. Начиная с 1671 года Василий Семёнович участвовал в мирных переговорах с Речью Посполитой. В 1672—1674 годах дважды ездил в составе посольства в Польшу, вместе с Афанасием Лаврентьевичем Нащокиным. В марте 1674 года, будучи первым воеводою в Пскове, вызван в Москву и назначен в посольство князя Никиты Ивановича Одоевского, на посольский съезд с польскими и литовскими комиссарами.
В 1676 году после смерти царя Алексея Михайловича и вступления на царский трон Фёдора Алексеевича Василий Семёнович Волынский был пожалован в бояре. В мае 1681 года назначен на воеводство в Великом Новгороде. Глава Посольского приказа (декабрь 1680 — май 1681 года) и ближним боярином. В январе 1682 года подписался на соборном постановлении об отмене местничества. В мае 1682 года дневал и ночевал при гробе царя Фёдора Алексеевича.
В мае 1682 года во время Стрелецкого бунта в Москве Василий Семёнович Волынский оставил придворную службу и уехал в своё подмосковное поместье, где и скончался 16 сентября 1682 года.
Погребён патриархом московским в Чудовом монастыре 06 ноября, могила утрачена.

## Семья
Жена: боярыня Ксения Яковлевна урождённая Дашкова — дочь Якова Авксентьевича Дашкова (в монашестве Мария), ум 3.IX.1684 г. и погребена патриархом рядом с мужем в Чудовом монастыре.
Брак бездетный.